# Ferugliotheriidae
Ferugliotheriidae é uma das três famílias conhecidas na ordem Gondwanatheria, um grupo enigmático de mamíferos extintos. Gondwanatérios foram classificados como um grupo de afinidades incertas ou como membros de Multituberculata, uma importante ordem de mamíferos extintos. O representante mais conhecido de Ferugliotheriidae é o gênero Ferugliotherium da época do Cretáceo Superior na Argentina. Um segundo gênero, Trapalcotherium, é conhecido a partir de um único dente, um primeiro molariforme inferior (dente semelhante a um molar), de uma localidade argentina diferente do Cretáceo Superior. Outro gênero conhecido a partir de um único dente (neste caso, um quarto pré-molar inferior), Argentodites, foi descrito pela primeira vez como um multituberculado não aparentado, mas posteriormente identificado como possivelmente relacionado a Ferugliotherium. Finalmente, um único dente do Paleogeno do Peru, LACM 149371, talvez um último molariforme superior, e um espécime recente do México, podem representar animais aparentados.
Feruglioteriídeos são conhecidos a partir de dentes isolados, de coroa baixa (braquiodontes) e possivelmente de um fragmento de mandíbula inferior. Estima-se que Ferugliotherium pesasse 70 g. Os incisivos são longos e procumbentes e contêm uma faixa de esmalte em apenas parte do dente. O fragmento da mandíbula contém um longo alvéolo dentário para o incisivo e ostenta um quarto pré-molar inferior em forma de lâmina, semelhante aos dos multituberculados. O pré-molar de Argentodites é semelhante. Dois pré-molares superiores também se assemelham a dentes de multituberculados, mas se esses pré-molares podem ser referidos a Ferugliotheriidae é controverso. Os molariformes são retangulares e braquiodontes e consistem em fileiras longitudinais de cúspides, conectadas por cristas transversais e separadas por sulcos transversais. Os molariformes inferiores têm duas fileiras de cúspides, e o único molariforme superior putativo conhecido tem três. Dentes de coroa baixa e em forma de lâmina, como os vistos nos feruglioteriídeos, podem ter sido precursores evolutivos dos dentes de coroa alta (hipsodontes) da outra família de gondwanatérios, Sudamericidae [en].
A maioria dos feruglioteriídeos vem da época do Cretáceo Superior (idades Campaniano–Maastrichtiano, 84–66 milhões de anos atrás) da Argentina, onde podem ter vivido em um ambiente pantanoso ou litorâneo. Eles coexistiram com mamíferos como os driolestoides [en] e uma variedade de outros animais, incluindo dinossauros. Feruglioteriídeos podem ter sido herbívoros ou onívoros

## Taxonomia
O primeiro membro da família Ferugliotheriidae a ser descoberto, Ferugliotherium windhauseni, foi nomeado em 1986 pelo paleontólogo argentino José F. Bonaparte com base em um dente da formação Los Alamitos, do Cretáceo Superior da Argentina. Bonaparte colocou Ferugliotherium como o único membro da nova família Ferugliotheriidae, que ele atribuiu provisoriamente à ordem Multituberculata, um grande grupo de mamíferos extintos (distintos tanto dos monotremados quanto dos therianos, os dois principais grupos de mamíferos vivos) que era particularmente difundido nos continentes do norte (Laurásia), mas que nunca havia sido encontrado no sul (Gondwana).
 Em 1990, Bonaparte nomeou outra espécie, Vucetichia gracilis, de Los Alamitos. Ele a colocou na família Gondwanatheriidae, juntamente com Gondwanatherium [en], outro mamífero de Los Alamitos, dentro da ordem Gondwanatheria, que também continha a família Sudamericidae [en], então com o único gênero Sudamerica [en]. Bonaparte considerou que os gondwanatérios eram provavelmente mais aparentados com os xenartros (preguiças, tatus e tamanduás) dentro de um grupo chamado Paratheria.
Também em 1990, Bonaparte fundiu a família Gondwanatheriidae com Sudamericidae e, juntamente com David Krause [en], redefiniu Gondwanatheria como uma subordem de multituberculados que incluía tanto Ferugliotheriidae quanto Sudamericidae, rejeitando assim uma relação entre gondwanatérios e xenartros.
 Krause, Bonaparte e Zofia Kielan-Jaworowska redescreveram Ferugliotherium em 1992 e sugeriram que os dentes nos quais Vucetichia se baseava poderiam ser espécimes desgastados de Ferugliotherium. Eles colocaram Ferugliotherium entre os multituberculados e sugeriram que ele poderia fazer parte da subordem Plagiaulacoidea. No ano seguinte, Krause confirmou que Vucetichia gracilis é um sinônimo de Ferugliotherium windhauseni. Juntamente com Bonaparte, ele também propôs classificar os gondwanatérios como uma superfamília (Gondwanatherioidea) dentro de Plagiaulacoidea, incluindo as famílias Ferugliotheriidae e Sudamericidae. Em 1996, Kielan-Jaworowska e Bonaparte identificaram provisoriamente um fragmento de mandíbula inferior com um quarto pré-molar inferior (p4) semelhante ao de um multituberculado de Los Alamitos como sendo de Ferugliotherium. Com base nas características morfológicas do fragmento da mandíbula, eles argumentaram que os gondwanatérios não estão intimamente relacionados a nenhum outro grupo de multituberculados e, consequentemente, os colocaram em uma subordem própria, Gondwanatheria.
Em 1999, Rosendo Pascual e colegas descreveram uma mandíbula inferior de Sudamerica, que anteriormente só era conhecida a partir de dentes isolados. Este fragmento de mandíbula mostrou que Sudamerica tinha quatro dentes molariformes em cada lado das mandíbulas inferiores, mais do que qualquer multituberculado, e, consequentemente, eles removeram os gondwanatérios de Multituberculata e consideraram suas afinidades como incertas. Como consequência, Kielan-Jaworowska e colegas excluíram Gondwanatheria dos multituberculados, mas identificaram o fragmento de mandíbula e alguns pré-molares superiores de Ferugliotherium como multituberculados indeterminados em um artigo de 2001 e em um livro de 2004. No entanto, em 2009, Yamila Gurovich e Robin Beck identificaram esses fósseis como Ferugliotherium e argumentaram a favor de uma relação próxima entre gondwanatérios (incluindo Ferugliotheriidae) e multituberculados.
Nos anos 2000, membros adicionais de Ferugliotheriidae foram descritos. Em 2004, Francisco Goin e colegas descreveram um único dente enigmático do Paleogeno do Peru, LACM 149371; sua melhor estimativa foi que representava um membro de Ferugliotheriidae. Com base em um único p4, Kielan-Jaworowska e colegas nomearam Argentodites coloniensis, da formação La Colonia, do Cretáceo Superior da Argentina, em 2007, como um multituberculado, possivelmente referível à subordem Cimolodonta. Gurovich e Beck argumentaram, no entanto, que o p4 de Argentodites não diferia materialmente daquele na mandíbula que eles alocaram a Ferugliotherium, e que Argentodites se baseava em um espécime de Ferugliotherium ou de um animal intimamente relacionado. Guillermo Rougier e colegas descreveram mamíferos da formação Allen, uma terceira formação argentina de idade semelhante, em 2009, incluindo um novo ferugliotheriídeo, Trapalcotherium matuastensis. Eles também consideraram Argentodites como um provável parente de Ferugliotherium e sugeriram que Ferugliotheriidae são multituberculados ou intimamente relacionados a eles. Alguns estudos recuperaram Ferugliotheriidae como não aparentado ao resto de Gondwanatheria, mas, em vez disso, aninhado dentro de Multituberculata.

## Descrição
Feruglioteriídeos são conhecidos a partir de algumas dezenas de dentes isolados e de um fragmento de mandíbula questionavelmente alocado. A maioria dos fósseis é referida a Ferugliotherium; Trapalcotherium e Argentodites foram descritos cada um com base em um único dente. Sua fórmula dentária precisa é desconhecida, mas incisivos, pré-molares e dentes molariformes foram identificados. Gurovich sugeriu que Ferugliotherium tinha um incisivo (possivelmente dois na mandíbula superior), nenhum canino, um ou dois pré-molares e dois molares em cada lado das mandíbulas inferior e superior.
Ao contrário dos sudamericídeos de coroa muito alta (hipsodontes), os dentes dos feruglioteriídeos eram de coroa baixa (braquiodontes). Além disso, os molariformes dos sudamericídeos tendem a ser maiores e são sustentados por uma grande raiz, mas os feruglioteriídeos, menores, têm pelo menos duas raízes sob seus molariformes. Estima-se que Ferugliotherium pesasse 70 g.
Os incisivos, conhecidos apenas de Ferugliotherium, são procumbentes e longos. Três incisivos inferiores e quatro superiores são conhecidos. Como é usual em mamíferos com incisivos de formato semelhante (gliriformes), os incisivos inferiores são mais comprimidos lateralmente, são menos curvos, formam um ângulo maior entre o lado frontal e a faceta de desgaste na ponta e são menos elípticos em forma do que os superiores. A faixa de esmalte é restrita ao lado que fica voltado para os lábios tanto nos incisivos inferiores quanto nos superiores (o lado inferior nos inferiores e o lado superior nos superiores).
O espécime MACN Pv-RN 975, descrito pela primeira vez por Kielan-Jaworowska e Bonaparte em 1996, pode ser um fragmento de mandíbula de Ferugliotherium, embora também tenha sido identificado como um multituberculado não aparentado. O fóssil preserva um pré-molar em forma de lâmina, identificado como o quarto pré-molar, e o pedaço do osso da mandíbula abaixo dele. Um diastema (espaço) está presente entre o pré-molar e o incisivo que estaria localizado à sua frente. O alvéolo do incisivo inferior se estende por todo o fóssil. O p4 ostenta oito cristas em ambos os lados da crista longitudinal e é sustentado por duas raízes na frente e atrás. O p4 atribuído a Argentodites também tem oito cristas em ambos os lados, que descem de cúspides na margem superior, e raízes na frente e atrás. Segundo Kielan-Jaworowska e colegas, ele difere do de MACN Pv-RN 975 em sua forma arredondada, em oposição à forma angular. No entanto, Gurovich e Beck atribuem essa diferença ao fato de que este último sofreu muito mais desgaste [en].
Dois fósseis foram interpretados como pré-molares inferiores isolados de Ferugliotherium, mas nenhum ainda é considerado como tal. Outros dois dentes foram identificados como pré-molares superiores de Ferugliotherium; assim como o fragmento de mandíbula, eles também podem representar um multituberculado indeterminado. Um dos dois preserva duas fileiras longitudinais de cúspides, das quais uma contém quatro e a outra pelo menos duas cúspides. O outro está mais mal preservado, mas pode representar a mesma posição dentária. Esses dentes se assemelham a pré-molares superiores de multituberculados.
Quatro supostos primeiros molariformes inferiores (mf1s) de Ferugliotherium são conhecidos, e o único dente conhecido de Trapalcotherium também se acredita ser um mf1. Os mf1s de Ferugliotherium são aproximadamente retangulares, com cantos arredondados, e possuem duas fileiras longitudinais de cúspides. Existem quatro cúspides na fileira lingual (do lado da língua) e três na fileira labial (do lado dos lábios). As cúspides são conectadas a cúspides na outra fileira por cristas transversais e separadas de cúspides em suas próprias fileiras por três sulcos transversais. Dois mf1s de Ferugliotherium muito desgastados foram originalmente identificados como molares superiores de Vucetichia gracilis por Bonaparte em 1990. Um dos dois preserva as raízes; na frente e atrás, havia duas raízes, fundidas em suas bases. O mf1 de Trapalcotherium difere apenas em alguns detalhes; entre outros, as cúspides são menos distintas das cristas. O único mf2 de Ferugliotherium é o holótipo. Ele possui duas fileiras de duas cúspides. As cúspides nos pares frontal e traseiro são conectadas por uma crista larga e os dois pares são separados por um sulco profundo. Cristas transversais entre as cúspides, semelhantes às vistas nos feruglioteriídeos, não são conhecidas em nenhum multituberculado. Por outro lado, os padrões gerais de cúspides и cristas são essencialmente semelhantes entre Ferugliotherium, Gondwanatherium e Sudamerica, indicando que os três são intimamente relacionados.
Um dente de Ferugliotherium é considerado um primeiro molariforme superior (MF1). É quase retangular e possui três fileiras longitudinais de cúspides. Existem cinco cúspides na fileira do meio, que é orientada obliquamente, quatro cúspides em uma das fileiras na lateral do dente e duas ou três na outra fileira na lateral. Como nos molariformes inferiores, as cúspides são conectadas por cristas transversais e separadas por sulcos. LACM 149371, o enigmático dente possivelmente ferugliotheriídeo do Peru, é um dente triangular com seis ou sete cúspides, que são conectadas por cristas e circundam duas fossas profundas (bacias) e uma terceira fossa mais rasa.

## Distribuição, ecologia e evolução
Com seus dentes de coroa baixa, Ferugliotherium pode ter sido um insetívoro ou onívoro, como multituberculados semelhantes, como Mesodma [en], que se acredita ter comido insetos, outros artrópodes, sementes e/ou nozes. O desgaste nos dentes de Ferugliotherium sugere que o animal pode ter comido algum material vegetal. Acredita-se que os sudamericídeos de coroa alta fossem herbívoros que se alimentavam de vegetação abrasiva, embora sua dieta precisa não seja conhecida. Na história evolutiva dos gondwanatérios, acredita-se que os dentes hipsodontes tenham evoluído de precursores braquiodontes. Gurovich levanta a hipótese de que os molariformes anteriores dos sudamericídeos podem ter evoluído de pré-molares em forma de lâmina, como visto em Ferugliotherium.
Fósseis de feruglioteriídeos argentinos provêm das formações Los Alamitos (Ferugliotherium), La Colonia (Ferugliotherium e Argentodites) e Allen (Trapalcotherium). Todas as três são aproximadamente da mesma idade, datando do Campaniano (84–71 Ma) ou mais provavelmente do Maastrichtiano (71–66 Ma), mas a formação La Colonia é talvez um pouco mais jovem. As formações Los Alamitos e Allen podem ter sido depositadas em ambientes pantanosos, e o ambiente deposicional das formações La Colonia pode ter sido um estuário, planície de maré ou planície costeira.
Em cada uma das três formações, a fauna de mamíferos é dominada pelo grupo arcaico Dryolestoidea [en], a formação Los Alamitos também produziu o sudamericídeo Gondwanatherium. Apenas sete dentes de mamíferos foram encontrados na formação Allen. Todas as três também contêm restos de numerosos outros animais, incluindo dinossauros, anfíbios e peixes.
O sítio fóssil de Santa Rosa [en], onde o LACM 149371 foi encontrado, fica na região de Ucaiáli, no Peru. A fauna de Santa Rosa também contém fósseis de várias espécies únicas de marsupiais e roedores histricognatas, um possível morcego e alguns notoungulados (um grupo extinto único de ungulados sul-americanos). A idade desta fauna é incerta, e as estimativas variam de perto da fronteira Eoceno-Oligoceno (~35 Ma) ao final do Oligoceno (~25 Ma). Os mamíferos de Santa Rosa podem ter vivido em um habitat de savana que continha rios.
Mais recentemente, um espécime foi encontrado na formação Cerro del Pueblo do México, com várias semelhanças com Ferugliotherium. Se for um ferugliotheriídeo, isso estenderia o alcance do clado para Maastrichtiano da América do Norte.
A distribuição de Ferugliotheriidae é, no geral, mais limitada, tanto em extensão quanto em tempo, do que a de Sudamericidae; os sudamericídeos foram registrados do Cretáceo Superior ao Mioceno da Argentina, do Cretáceo Superior de Madagascar e Índia, do Eoceno Médio da Antártida e talvez do Cretáceo da Tanzânia (TNM 02067, provisoriamente referido a Sudamericidae). No entanto, os ferugliotheriídeos podem ser os únicos gondwanatérios a terem tido presença no hemisfério norte.

### Literatura citada
- Bonaparte, J.F. (1990). «New Late Cretaceous mammals from the Los Alamitos Formation, northern Patagonia». National Geographic Research. 6 (1): 63–93
- Campbell, Jr. (2004). «The Santa Rosa local fauna: A summary». Science Series, Natural History Museum of Los Angeles County. 40: 155–163
- Goin, F.J.; Vieytes, E.C.; Vucetich, M.G.; Carlini, A.A.; Bond, M. (2004). «Enigmatic mammal from the Paleogene of Perú» (PDF). Science Series, Natural History Museum of Los Angeles County. 40: 145–153. Consultado em 9 de junho de 2011. Arquivado do original (PDF) em 20 de dezembro de 2015
- Gurovich, Y. (2005). Bio-evolutionary aspects of Mesozoic mammals: Description, phylogenetic relationships and evolution of the Gondwanatheria, (Late Cretaceous and Paleocene of Gondwana) (PDF) (Tese de PhD). Universidad de Buenos Aires. 546 páginas. Arquivado do original em 17 de julho de 2011
- Gurovich, Y. (2008). «Additional specimens of sudamericid (Gondwanatheria) mammals from the Early Paleocene of Argentina». Palaeontology. 51 (5): 1069–1089. doi:10.1111/j.1475-4983.2008.00805.x
- Gurovich, Y.; Beck, R. (2009). «The phylogenetic affinities of the enigmatic mammalian clade Gondwanatheria». Journal of Mammalian Evolution. 16 (1): 25–49. doi:10.1007/s10914-008-9097-3
- Kielan-Jaworowska, Z.; Bonaparte, J.F. (1996). «Partial dentary of a multituberculate mammal from the Late Cretaceous of Argentina and its taxonomic implications». Extra. 145: 1–9
- Kielan-Jaworowska, Z.; Cifelli, R.; Luo, Z.-X. (2004). Mammals from the Age of Dinosaurs: Origins, Evolution, and Structure. [S.l.]: Columbia University Press. 630 páginas. ISBN 978-0-231-11918-4
- Kielan-Jaworowska, Z.; Hurum, J.H. (2001). «Phylogeny and systematics of multituberculate mammals» (PDF). Palaeontology. 44 (3): 389–429. doi:10.1111/1475-4983.00185
- Kielan-Jaworowska, Z.; Ortiz-Jaureguizar, E.; Vieytes, C.; Pascual, R.; Goin, F.J. (2007). «First ?cimolodontan multituberculate mammal from South America». Acta Palaeontologica Polonica. 52 (2): 257–262
- Krause, D.W. (1993). «Vucetichia (Gondwanatheria) is a junior synonym of Ferugliotherium (Multituberculata)». Journal of Paleontology. 67 (2): 321–324. JSTOR 1306005
- Krause, D.W.; Bonaparte, J.F. (1993). «Superfamily Gondwanatherioidea: A previously unrecognized radiation of multituberculate mammals in South America». Proceedings of the National Academy of Sciences. 90 (20): 9379–9383. Bibcode:1993PNAS...90.9379K. PMC 47571. PMID 8415710. doi:10.1073/pnas.90.20.9379
- Krause, D.; Kielan-Jaworowska, Z.; Bonaparte, J. (1992). «Ferugliotherium Bonaparte, the first known multituberculate from South America». Journal of Vertebrate Paleontology. 12 (3): 351–376. JSTOR 4523458. doi:10.1080/02724634.1992.10011465
- Pascual, R.; Goin, F.J.; González, P.; Ardolino, A.; Puerta, P.F. (2000). «A highly derived docodont from the Patagonian Late Cretaceous: evolutionary implications for Gondwanan mammals» (PDF). Geodiversitas. 22 (3): 395–414. Arquivado do original (PDF) em 14 de abril de 2012
- Pascual, R.; Goin, F.; Krause, D.; Ortiz-Jaureguizar, E.; Carlini, A. (1999). «The first gnathic remains of Sudamerica: Implications for gondwanathere relationships». Journal of Vertebrate Paleontology. 19 (2): 373–382. doi:10.1080/02724634.1999.10011148
- Rougier, G.; Chornogubsky, L.; Casadio, S.; Paéz Arango, N.; Giallombardo, A. (2009). «Mammals from the Allen Formation, Late Cretaceous, Argentina». Cretaceous Research. 30 (1): 223–238. doi:10.1016/j.cretres.2008.07.006. hdl:11336/103413
- Rougier, G.W.; Forasiepi, A.M.; Hill, R.V.; Novacek, M. (2009). «New mammalian remains from the Late Cretaceous La Colonia Formation, Patagonia, Argentina». Acta Palaeontologica Polonica. 54 (2): 195–212. doi:10.4202/app.2006.0026
- Rougier, G.W.; Garrido, A.; Gaetano, L.; Puerta, P.F.; Corbitt, C.; Novacek, M.J. (2007). «First Jurassic triconodont from South America». American Museum Novitates (3580): 1–17. doi:10.1206/0003-0082(2007)3580[1:FJTFSA]2.0.CO;2. hdl:2246/5873
- Vucetich, M.G.; Vieytes, E.C.; Pérez, M.E.; Carloni, A.A. (2010). «The rodents from La Cantera and the early evolution of caviomorphs in South America». In:  Madden, R.H.; Carlini, A.A.; Vucetich, M.G.; Kay, R.F. The Paleontology of Gran Barranca: Evolution and Environmental Change Through the Middle Cenozoic of Patagonia. [S.l.]: Cambridge University Press. pp. 193–205. ISBN 978-0-521-87241-6